# Robert Hoffman
Robert Hoffman (* 21. září 1985 Gainesville, Florida, USA) je americký tanečník, herec a choreograf.

## Zajímavost
Robert se narodil v Gainesville na Floridě. Je synem Charlotte a Roberta Hofmmana. S rodinou se přestěhovali do Madisonu v Alabamě, když mu bylo sedm let. Má jednoho bratra Chrise a dvě mladší sestry Ashley a Lauren. Navštěvoval Bob Jones High School. Zálibu v tanci objevil po zhlédnutí videoklipu Michaela Jacksona k písničce "Thriller". Krátce navštěvoval Alabama School of Fine Arts.

## Kariéra
V roce 2004 získal roli Maxe ve tanečním filmu Nakládačka. S Nickem Cannonem si zahrál v seriálu Wild 'n Out. V roce 2006 si zahrál po boku Amandy Bynes ve filmu Super Náhradník. V roce 2008 získal hlavní roli ve filmu Let's Dance 2. Za roli získal společně s Brianou Evigan cenu MTV Movie Awards v kategorii Nejlepší polibek. Společně se také objevily ve videoklipu Enriqueho Iglesiase "Push"
V roce 2009 si zahrál v televizním seriálu stanice ABC Family Greek. V tom samém roce si zahrál po boku Ashley Tisdale ve filmu Příšerky z podkroví. V lednu 2012 získal roli ve čtvrté sérii seriálu stanice CW 90210: Nová generace.

## Filmografie

### Film
| Rok  | Název                       | Role                         | Poznámky    |
| ---- | --------------------------- | ---------------------------- | ----------- |
| 2003 | Láska mezi superstar        | Tanečník                     |             |
| 2003 | Láska s rizikem             | Tanečník na pláži            |             |
| 2004 | Nakládačka                  | Max                          |             |
| 2004 | Hříšný tanec 2              | Tanečník                     |             |
| 2005 | I?                          | Starší David                 | Krátký film |
| 2005 | Coach Carter                | Tanečník                     |             |
| 2005 | Hádej kdo?                  | Tanečník                     |             |
| 2006 | Super náhradník             | Justin Drayton               |             |
| 2007 | Houbičky                    | Bluto                        |             |
| 2007 | National Lampoon's Bag Boy  | Clyde "Windmil" Wynorski     |             |
| 2008 | Zprávy z TV Onion           | "Lollipop Love" tanečník     |             |
| 2008 | Let's Dance 2               | Chase Collins                |             |
| 2009 | Příšerky z podkroví         | Ricky Dillman                |             |
| 2010 | BoyBand                     | Garth                        |             |
| 2010 | Burning Palms               | Chad Bower                   |             |
| 2011 | Noc je ještě mladá          | Tyler "Taneční mašina" Jones |             |
| 2013 | Life Life in in Space Space | Generál Kocklian             | Krátký film |
| 2014 | Lap Dance                   | Kevin Shepherd               |             |

### Televize
| Rok     | Název                                | Role             | Poznámky                                |
| ------- | ------------------------------------ | ---------------- | --------------------------------------- |
| 2003    | American Dremas                      | Brian Wilson     | Epizoda: "Where the Boys Are"           |
| 2004    | Quintuplets                          | Matt             | 3 epizody                               |
| 2005-07 | Wild 'n Out                          | Různé            | 48 epizod                               |
| 2006    | Amerika hledá topmodelku             | Sám sebe         | Epizoda: "The Girl with Two Bad Takes"  |
| 2006    | Spiknutí                             | Adam Putnam      | Hlavní role, 6 epizod                   |
| 2006    | Kriminálka Miami                     | Brad Hoffman     | Epizoda: "Come as You Are"              |
| 2006    | Campus Ladies                        | Evan             | Epizoda: "Webcam"                       |
| 2007    | Nick Cannon Presents: Short Circuitz | Různé            | Epizoda: 1x04                           |
| 2009    | Greek                                | Patrick Chambers | Epizoda: "Big Littles and Jumbo Shrimp" |
| 2011    | V těle boubelky                      | Brian Pullman    | 3 epizody                               |
| 2011    | Chirurgové                           | Chad             | Epizoda: "Love, Loss and Legacy"        |
| 2012    | 90210: Nová generace                 | Caleb Walsh      | 6 epizody                               |
| 2014    | The Night Shift                      | Thad Callahan    | 2 epizody                               |

### Hudební videa
- Push - Enrique Iglesias
- Church - T-Pain
- Is it you - Cassie
- Tainted Love - Marilyn Manson
- Still have my heart - Caitlin Crosby

## Ocenění
- 2008: MTV Movie Awards za Best Kiss s Briana Evigan - Let'd Dance 2